# Gibberella acuminata
Espèce
Gibberella acuminata est une espèce de champignons ascomycètes de la  famille des Nectriaceae.
C'est un agent phytopathogène, qui est l'un des champignons responsables de la fusariose de la pomme de terre.
Anamorphe : Fusarium acuminatum (Ellis & Everh., (1895).

## Synonymes
- Fusarium acuminatum Ellis & Everh., 1895,
- Fusarium gibbosum var. acuminatum (Ellis & Everh.) Bilai, 1987,
- Fusarium scirpi F. Lamb. & Fautrey, 1894,
- Fusarium scirpi subsp. acuminatum (Ellis & Everh.) Raillo, 1950,
- Fusarium scirpi var. acuminatum (Ellis & Everh.) Wollenw., 1930,
- Microcera acuminata (Ellis & Everh.) Höhn., 1919.